# Küry Klára
Tófalvi Küry Klára (Jászkisér, 1870. március 27. – Budapest, 1935. április 27.) magyar színésznő, operettprimadonna.

## Élete
Küry Oszkár (1846–1897) neves köz- és váltóügyvéd és Kosztha Róza leányaként született. Eleinte csak kedvtelésből tanult énekelni és műkedvelő előadásokon – többek között 1889-ben a Vigadóban – lépett fel. 1890-ben Ditrói Mór meghívta Kolozsvárra, próbafellépésre, ahol ekkor még családja kívánságára Hajnal Klára néven szerepelt.
Sikeres fellépte után Ditrói Mór leszerződtette – Luise szerepében Varney Tiszturak a zárdában című operettjében – és tovább taníttatta, így csakhamar a vidék legjobb szubrettjévé vált. Az akkor már országos hírű primadonnára Rákosi Jenő hívta fel Evva Lajos figyelmét, aki 1892-ben próbafelvételre hívta, majd sikeres próbafellépés után leszerződtette a Népszínházhoz Denise szerepére Hervé Nebántsvirágjában.  
1900-ig sikert sikerre halmozott, azonban akkor a feltűnő új csillaggal, Fedák Sárival kellett osztoznia a babérokon, ekkor 1902 tavaszán külföldi vendégjátékra ment: Bécsben a Carl Theaterben, majd Prágában lépett fel. 
Visszatérte után népszínmű-szerepeket kezdett játszani. Belső intrikák miatt 1904 elején megvált a Népszínháztól, ezután már csak szerepekre szerződött a Vígszínházhoz, a Király és a Magyar Színházhoz.
1904–1905-ben a Vígszínházban, 1904–1906 között a Királyszínházban, 1907-ben a Magyar Színházban, 1907–1908-ban a Népszínház-Vígoperában, 1909–1912 között a Városligeti Színkörben  lépett fel, majd 1921-ben New Yorkban is.
A színpadon csak a darabnak élt. Egyszerű, választékos, a hangulatokat mélyen érző, tűzzel, szenvedéllyel játszó művész volt. 
1915-ben volt az utolsó fellépése, sokáig méltatlanul megfeledkeztek róla.
1935. április 27-én, 65 évesen Budapesten érte a halál.

## Főbb szerepei
- Roxane (Verő Gy.: A szultán)
- Rosetta (Konti J.: A citerás)

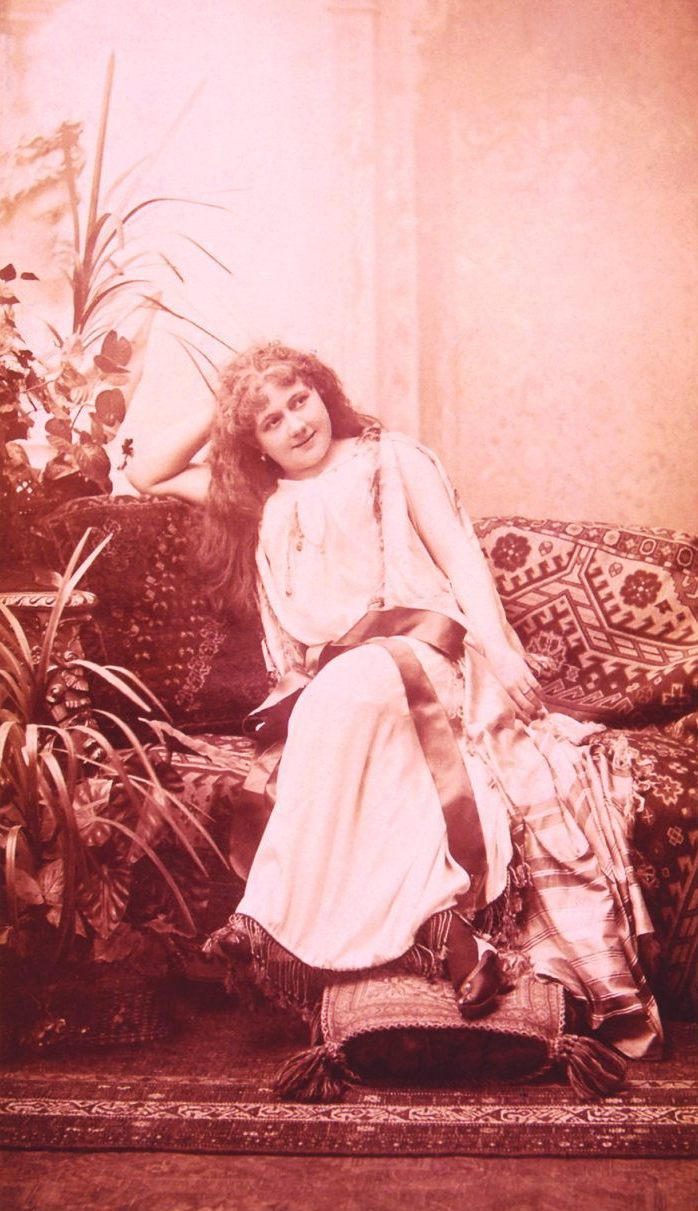
Küry Klára mint Roxelane Verő György: A szultán című operettjében.

- Zsófi (Csepreghy F.: A piros bugyelláris)
- Sárika (Vidor P.: Ingyenélők)
- Trillby (du Maurier–Potter).
- Lili, Nebáncsvirág (Hervé)
- Szép Heléna (Offenbach)
- Julcsa (Szigligeti: Szökött katona)
- Erzsike (Csepreghy: Sárga csikó)
- Melly (Millöcker: Szegény Jonathán)
- Gabriella (Offenbach: Párizsi élet)
- Hanna (Lehár: A víg özvegy)